# 开尔文勋爵
第一代開爾文男爵威廉·湯姆森（William Thomson, 1st Baron Kelvin，1824年6月26日—1907年12月17日），即开尔文勋爵（Lord Kelvin），在北爱尔兰出生的英國数学物理学家、工程师，也是热力学温标（絕對溫標）的发明人，被稱為熱力學之父。他在格拉斯哥大学时与休·布来克本进行了密切的合作，研究了电学的数学分析、将第一和第二热力学定律公式化，和把各门新兴物理学科统一成现代形式。他因认识到了温度的下限（即绝对零度）而广为人知。
他因对电报机所作出的贡献而出名，并获得财富和荣誉。他先因在横跨大西洋的电报工程中所作出的贡献，于1866年獲得爵士頭銜。到1892年，由於他在热力学方面的工作，以及反对爱尔兰自治的作為，他被封為拉格斯的开尔文男爵（Baron Kelvin, of Largs in the County of Ayr），所以他通常被称为开尔文男爵，这个头衔来自于流经他在苏格兰格拉斯哥大学实验室的开尔文河。受爵後，他因而成為首位进入英国上议院的科学家。
他的住宅是位于克莱德湾拉格斯的Netherhall，这是一座雄伟的红色砂岩大厦。
为表彰和纪念他对热力学所作出的贡献，人们将热力学温标的单位定为开尔文。

## 生平

### 家庭

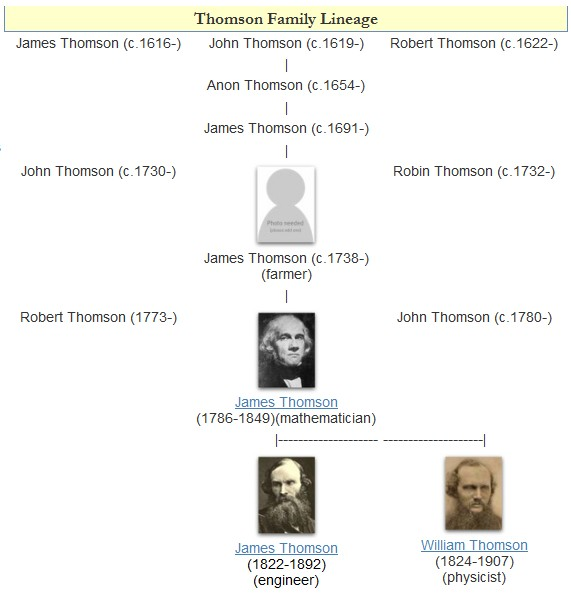
汤姆森家族家谱

威廉·汤姆森的父亲詹姆斯·汤姆森，是皇家贝尔法斯特学术学院的一名数学和工程学教师，是一个农民的儿子。1817年，詹姆斯·汤姆森和玛格丽特·加德纳（Margaret Gardner）结婚，所生子女中共有6人存活，依次是两个姐姐和四个兄弟；长子詹姆斯（重名）出生于1822年，次子威廉出生于1824年。1830年，母亲玛格丽特·汤姆逊去世，当时威廉才六岁。
幼年时，威廉和他的哥哥詹姆斯由父亲在家辅导，而更年幼的弟弟们由姐姐们辅导。作为长子，哥哥詹姆斯接受着父亲的主要关注和资助，并为踏上工程师之事业做准备。
1832年，父亲被任命为格拉斯哥大学数学系教授，并在1833年10月举家搬迁到那里。比起父亲的农村成长背景，孩子们可谓是见多识广，四海为家：他们在伦敦度过了1839年中，男孩们还在巴黎接受了法语辅导；1840年中又在德国和荷兰度过，语言学习被高度重视。

### 青年
汤姆森9岁时，心脏有问题，险些丧命。他先是入读了英国皇家贝尔法斯特学术学院，随后在1834年10岁时，开始在格拉斯哥大学学习；大学对于学有余力的小学生提供了许多小学阶段的便利设施，10岁是一个典型的入学年龄，并不算是早熟。
在校期间，除了他与生俱来的对科学的兴趣，汤姆森对古典学的兴趣也很浓厚。在12岁时，他将萨莫萨塔的琉善的《Dialogues of the Gods》从拉丁语翻译为英语，并且得了奖。
在1839~40学年，汤姆逊写了一篇散文《Essay on the figure of the Earth》，获得了天文学课的一等奖，展现出数学分析的资质和创造性。终其一生，在个人压力大时，他便转而研究在此文中提出的问题，作为应对策略。在这篇散文的标题页，汤姆森从亚历山大·蒲柏的《An Essay on Man》摘抄了下面的诗句。这些诗句启发汤姆森用科学的力量和方法来理解自然世界：

去，奇妙的生物！向着科学引领之处攀登；
去测量大地，称重空气，并注明潮汐；
给运行的行星指明轨道，
更正老旧的时间，调节太阳的光芒；

汤姆逊开始对傅立叶的《Théorie analytique de la chaleur》着迷，并开始致力于研究被仍然在艾萨克·牛顿阴影之下发展的英国传统所抵制的“大陆”数学。不出所料，傅立叶的理论已经被国内的数学家攻击；菲利普·凯兰还专门著述了一本书进行批判。这本书促使汤姆森发表了他的第一篇科学论文（使用假名P.Q.R.）为傅立叶辩护，并通过他的父亲提交到《剑桥数学杂志》。第二篇P.Q.R.论文也随后几乎立刻发表。
1841年和他的家人在拉姆拉什度假时，他写了第三篇更充实的P.Q.R.论文《关于热在均匀固体中的匀速运动及其与电学的数学理论的联系》。他在论文中提出了热传导和静电的数学理论之间的联系，这个十分重要的类比后来被詹姆斯·麦克斯韦再次描述，成为最有价值的形成科学的想法之一。

### 剑桥

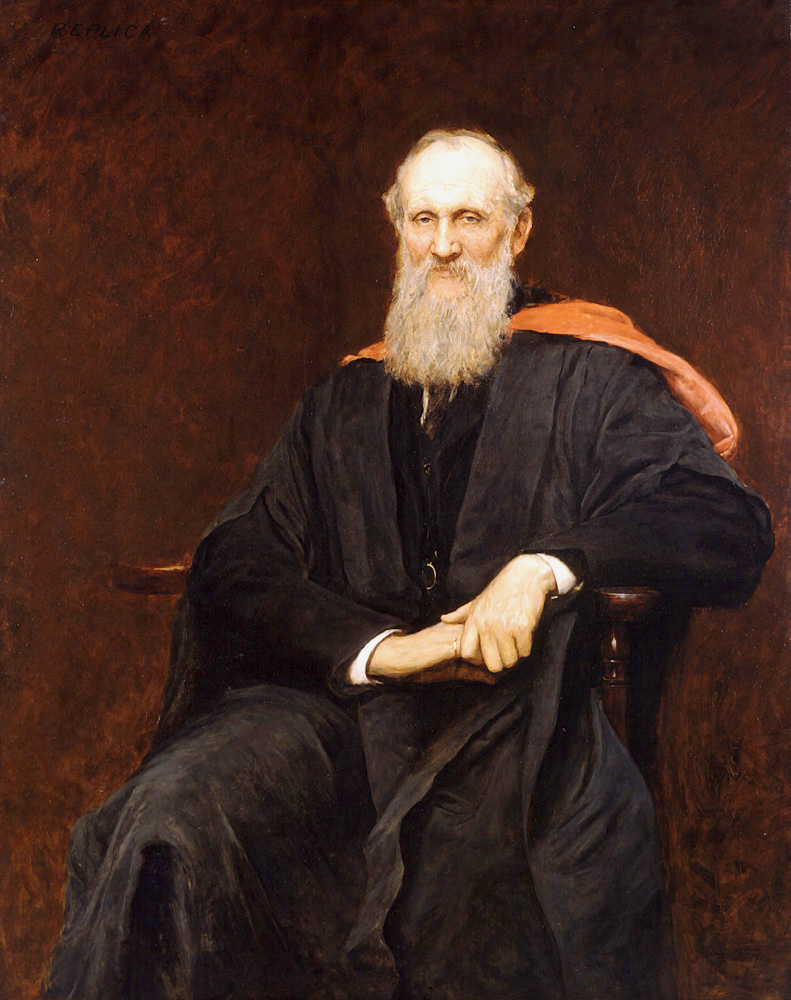
晚年的开尔文勋爵，Hubert von Herkomer绘

威廉的父亲给他最喜欢的儿子的教育十分慷慨地提供资源；在1841年将他安顿在剑桥大学的彼得学院，并提供了大量的书信介绍和充足的食宿资金。1845年，汤姆逊毕业，并且得到辩士的称号。他还赢得了史密斯奖，这不像荣誉学位Tripos那样通过考试答题获得，而是对原创性研究的认可。据说当时的考官羅伯特·艾利斯对另一个考官感叹道“你和我都只是适合修补他的笔”。
在剑桥时，汤姆逊参加体育运动很积极，尤其是田径和单人划艇，在1843年赢得了科尔克霍恩双桨。他还对希腊古学、音乐和文学有浓厚的兴趣，但他的真爱仍然是对科学的追寻。对数学、物理，特别是电学的研究，迷住了他的想象。
1845年，他第一次从数学上发展了法拉第的想法，即电感应是通过中间媒介（或“电介质”）发生的，而不是通过一些不可理解的“超距作用”。他还设计了为电学问题作图的数学技巧，成为解决静电学问题（静止带电体之间的力）的强大工具。部分因为他的鼓励，法拉第在1845年9月进行了研究，进而发现了法拉第效应，确立了光与磁（因而电）现象是相关的。
1845年6月，他被推选为圣彼得（即Peterhouse）会员，藉于此他出访巴黎，花了一些时间在著名的亨利·维克托·勒尼奥的实验室。然而很快，在1846年，他就被任命为格拉斯哥大学自然哲学教授—— 22岁时，他就穿着学会教授袍在英国最古老的大学之一讲课，而仅仅在几年前他还是其中的一个新生。

### 热力学
1847年时，汤姆逊已经赢得了“年轻有为的科学家”之声誉。他参加了英国科学促进会在牛津的年会；在那次会议上，他听到了詹姆斯·普雷斯科特·焦耳的一个报告。那段时间，焦耳多次试图推翻尼古拉·卡诺和埃米尔·克拉佩龙的热质说和在其上建造的热机理论，但都没有成功；焦耳认为，热和机械功可以相互转化，并且两者在力学上是等价的。
汤姆森很感兴趣，但是持怀疑态度。虽然他觉得焦耳的结果需要理论解释，他还是更深地退入到卡诺-克拉伯龙学派中。他预测，冰的熔点必定随压力增加而下降，否则其凝固时的膨胀可以作为一个永动机被利用。他的实验室的结果证实了这一点，加强了他的信念。
1848年，由于不满气体温度计只给出了温度的一个操作性的定义，他进一步扩大了卡诺-克拉伯龙的理论。他提出了一种“绝对温标”，其中“单位热量从在该温标下温度为 T° 的物体 A，转移到温度为 (T−1)° 的物体 B，将给出相同的机械作用（功），无论 T 是多少”。这样的温标将“独立于任何特定物质的物理性质”。通过采用这样的“瀑布”，汤姆逊猜想，将达到一个点，在此处无法有进一步的热（热量）可以转移，也即1702年吉勞米·阿芒顿曾猜想过的绝对零度。汤姆森使用了勒尼奥发表的测量数据来校准他的换算刻度。
在他的文章中，汤姆逊写道：
...热（或热量）转换成机械作用的过程，至今未被发现，很可能是不可能的
——但是从一个注脚能看出，他援引焦耳很显着的发现，对热量的理论第一次产生了怀疑。出人意料的是，汤姆逊没有把他的论文寄给焦耳，但是当焦耳稍后读到它时，他写信给汤姆森（10月6日）声称他的研究已经证明热可以转换为功，但他正在计划进一步的实验。10月27日，汤姆森回信，透露道他正在计划自己的实验，并希望他们两人的观点能得到和解。
汤姆森退了回来，开始批判卡诺的原始著作，并且阅读他自己1849年1月致爱丁堡皇家学会的分析，仍然相信该理论从根本上是健全的。然而，在接下来的两年中，虽然汤姆逊没有进行新的实验，他越来越不满卡诺的理论，并开始相信焦耳。1851年2月，他坐下来阐明他的新思维。然而，他不确定如何构建他的理论；几易其稿，他最终确定要调和卡诺和焦耳。在他重写的过程中，他似乎已经萌生出了一些初步的关于热力学第二定律的想法。在卡诺的理论中，热损失是完全的丢失，但汤姆森认为，这是“对人类而言无可挽回地失去了，但对物质世界而言并没有失去”。此外，他的神学信仰引发了宇宙热寂（heat death）之猜想。
我相信，物质世界的趋势，是运动会变得扩散开来，整体来说浓缩的反向动作在逐渐发生——我相信，没有物理动作可以将从太阳发出的热量恢复如初，这个源泉也并不是取之不尽用之不竭的；还有，地球和其他行星的运动正在失去“活力”（vis viva）并转化为热能，虽然有些“活力”可以恢复，例如地球通过接收太阳的热量，或通过其他方式，但该损失无法“精确”补偿——我认为可能是在不充足地补偿。
补偿将需要一个创世的行为或具有类似能力的行为。
在最终出版，汤姆逊从一个激进的出发撤退，并宣布“热的动力的全部理论建立在…两个…命题上，分别归功于焦耳以及卡诺和克劳修斯”。接着，汤姆逊给出了第二定律的一种陈述形式：
由无生命物质的机构的手段，试图将物体的温度冷却到它周围环境中最冷温度之下，以获得从物质的任何部分的机械作用，是不可能的。
在这篇论文中，汤姆逊支持“热是运动的一种形式”的理论，但也承认他只是受汉弗里·戴维爵士的想法和焦耳和尤利乌斯·冯·迈尔的实验的启发而有所感想，关于热可以转换为功的实验证明仍然悬而未决。
焦耳读到该文之后，立刻写信给汤姆逊，表达了他的意见和问题。自此开始了两人之间一段卓有成效（虽然主要通过书信）的协作：焦耳进行实验，汤姆逊分析结果并提出进一步的实验。该合作历时1852年至1856年，其成果便是焦耳-汤姆逊效应，有时也被称为开尔文-焦耳效应，而且发表的结果在让焦耳的研究和分子运动论得到普遍接受上起了很大作用。
汤姆逊发表了超过650篇科学论文，并申请了70项专利（未全部批准）。关于科学，汤姆逊写了以下这段话：
在物理科学中学习任何科目的方向的第一个重要步骤，就是找到数值推算和可行的方法测量一些质量与它相连的原则。我常说，当你能测量你所说的事物并以数字表达它时，说明关于这个事物你的确是知道一些的，但是当你无法测量它、无法以数字表达它时，说明你的所知就是贫乏的、难以令人满意的：它可能是知识的开端，但你几乎没有从思想上达到科学的阶段，无论这个事物是什么。

## 跨大西洋电报电缆

### 数据速率的计算
虽然在学术领域已经是名声显赫，汤姆森尚未被广大公众所知。1852年9月，他娶了沃尔特·克拉姆的女儿，青梅竹马的玛格丽特·克拉姆，但在他们度蜜月时她的身体垮了，并在接下来的17年里，汤姆森一直在分心担忧她的病疾。1854年10月16日，乔治·加布里埃尔·斯托克斯写信给汤姆森试图让他重新对工作提起兴趣，问他对拟议跨大西洋电报电缆之事和迈克尔·法拉第的一些相关实验的看法。
法拉第曾演示了电缆的建造方式将限制消息发送的速度（也即现代所说的传输速率之“带宽”）。汤姆森抓住了这个问题，并且在当月发表了他的回应，不仅预测了可以实现的数据传输速率，而且还评估了跨大西洋计划的潜在收益和经济效益。在1855年进一步的分析中汤姆森强调，电缆的设计将对其收益性有很大影响。
汤姆森认为，信号通过缆线的速度与芯部的长度的平方成反比。该结果在1856年英国协会会议上被大西洋电报公司的电气工程师怀尔德曼·怀特豪斯驳斥。怀特豪斯可能曲解了他自己的实验结果，但无疑是感到财政上的压力，因为电缆计划已经有条不紊地进行。他认为，汤姆森的计算暗示电缆必须“被抛弃，因为实用上和商业上都不现实”。
汤姆森在与著名杂志《Athenaeum》的通信中批判了怀特豪斯的论点，使得自己进入公众视线。汤姆森推荐一个较大的导体与绝缘的更大的横截面。不过，他认为怀特豪斯不是傻瓜，并觉得他可能有足够的实践技能，实现现有的设计。然而，汤姆森的研究已经吸引了项目的承担者的眼球；在1856年12月，他当选为大西洋电报公司的董事会成员。

### 从科学家到工程师
汤姆森成为了团队的科学顾问，怀特豪斯担任首席电工，查尔斯·蒂尔斯顿·布莱特爵士担任首席工程师。但怀特豪斯在設計規格上有他的想法，法拉第和莫尔斯也支持他。
1857年8月，汤姆森登上了电缆敷设船阿伽门农号，开始航行，怀特豪斯则因病留在岸上，但航行380英里（610 km）后电缆不幸断开了。对此，汤姆森在《Engineer》发表了铺设海底电缆所涉及到的应力的完整理论，并表明，当缆线以恒定的速度离开船体，进入到深度均匀的水中时，它会保持倾斜的直线的形状下沉，该直线从入水点延伸到触及底部的点。
汤姆森开发了一个完整操作海底电报的系统，能够每3.5秒发送一个字母。1858年，他给他的系统中的关键部分，也即反射镜检流计（镜式检流计）和虹吸记录器，申请了专利。
怀特豪斯还是觉得能够忽略汤姆森的许多意见和建议。直到汤姆森说服董事会，使用更加纯净的铜更换电缆的丢失部分，以改善数据输送能力，汤姆森才第一次对项目的执行产生了影响。
董事会坚持让汤姆森加入1858年的电缆敷设远征，没有任何经济补偿，并在项目中的积极参与。作为回报，汤姆森获得了试验他的反射镜检流计的机会，对此董事会不甚感兴趣，怀特豪斯旁边的装备。然而，在1858年6月的灾难性风暴之后，阿伽门农号只好打道回府。回到伦敦后，董事会几乎要放弃该项目，并打算通过销售电缆减轻其损失的程度。汤姆森、赛勒斯·韦斯特·菲尔德和柯蒂斯·米兰达·兰普森说服了董事会再尝试一次，汤姆森坚持认为技术问题是容易处理的。虽然仅以顾问的身份参与，汤姆森已经在航行中获得了在压力下解决实际问题的真正的工程师的直觉和技能，往往率先在处理突发事件，并且不畏惧对体力活伸出援助之手。8月5日，电缆终于贯通了。

### 灾难和胜利
汤姆森担忧的事情终于发生了：怀特豪斯的设备被证明不够敏感，必须由汤姆森的反射镜检流计所取代。但怀特豪斯坚持认为，是他的装置提供了服务，并开始涉足绝望的措施来做出一些补救。结果，他只是成功地用 2,000 V 的电压彻底损坏了电缆。当电缆完全失败，怀特豪斯被开除；汤姆森表示反对，还被董事会谴责他的干扰。这之后汤姆森感到后悔，他太随便地默许了许多怀特豪斯的提议，并没有花足够的力气去质疑他。
贸易委员会和大西洋电报公司联合设立了调查委员会，发现关于电缆的故障，怀特豪斯应当承担大多数的责任。该委员会发现，虽然海底电缆缺乏可靠性确实臭名远扬，但大多数问题都源于已知的和可避免的原因。汤姆森被选入一个五人委员会，受命为新的电缆制定规范。1863年10月，该委员会发表了报告。
1865年7月，汤姆森参与了大東方號（SS Great Eastern）的电缆敷设远征航行，但航程再次受到技术问题的困扰。在铺设了1200英里（1900千米）后电缆又不幸丢失，远征不得不放弃。进一步的探险队于1866年成功地在两周内铺设新的电缆，然后继续恢复并完成了1865线。团队凯旋而归，受到公众的盛情款待，汤姆森尤其受到了褒奖。1866年11月10日，汤姆森与该项目的其他主要负责人一起被封为爵士。
利用他的长距离海底电缆信号传输的发明，汤姆森与C.F. Varley和弗莱明·詹金签订了合作。与后者一起，他还设计了一个自动控制传感器，一种在电缆上发送消息的发报电键。

### 后来的探险
汤姆森参加了1869年法国大西洋海底通信电缆的敷设，并与詹金一道担任Western and Brazilian和Platino-Brazilian电缆的工程师，同时还有假期学生詹姆斯·阿尔弗雷德·尤因协助。他还亲临1873年巴西海岸电缆的帕拉州（贝伦市）到伯南布哥州部分的铺设现场。
1870年6月17日，汤姆森的妻子去世；他也决心改变他的生活。正深深沉迷于航海的他在9月购买了一艘126吨的双桅纵帆船“Lalla Rookh”号，作为招待朋友和同事的科学基地。他对海洋的兴趣不断增加。1871年，他受命于陛下之舰上校号沉没事件调查委员会。
1873年6月，汤姆森和詹金驶着Hooper号开往里斯本，带着2500英里（4020千米）长的电缆。电缆出现了故障，便在马德拉逗留了16天，此间汤姆森与查尔斯·布兰迪和他的三个女儿成为了好朋友。1874年5月2日，他驶着Lalla Rookh又来到马德拉群岛。当他靠近港口时，他向布兰迪府发送电报“你愿意嫁给我吗？”而Fanny回信“是”。1874年6月24日，汤姆森与比他年少13年的Fanny结婚。

## 其他贡献和琐事

### 汤姆森和泰特：《自然哲学论文》
1855至1867年间，汤姆逊与彼得·格思里·泰特合作写了一本教科書，首次将力学研究基于运动学（对质点/刚体运动的描述，不考虑力和质量的作用）的数学之上。该书在各种领域对動力學展开讨论，但一直都以能量作为统一普适的衡量标准。
第二版于1879年发行，扩展为两个分开的卷目。该书为早期的数学物理教学设定了一个标准。

### 开尔文的原子涡理论
1870至1890年间，有一种理论在英国的物理学界和数学界非常流行，声称原子即是在以太中的漩涡；前后有25位科学家，撰写了大约60篇科学论文。在汤姆森和泰特的领导下，学界发展了称作紐結理論的拓扑学分支。开尔文对这个复杂的研究的倡导，持续启发了新的数学，使得这个课题在科学史上一直得以进行。

### 海洋

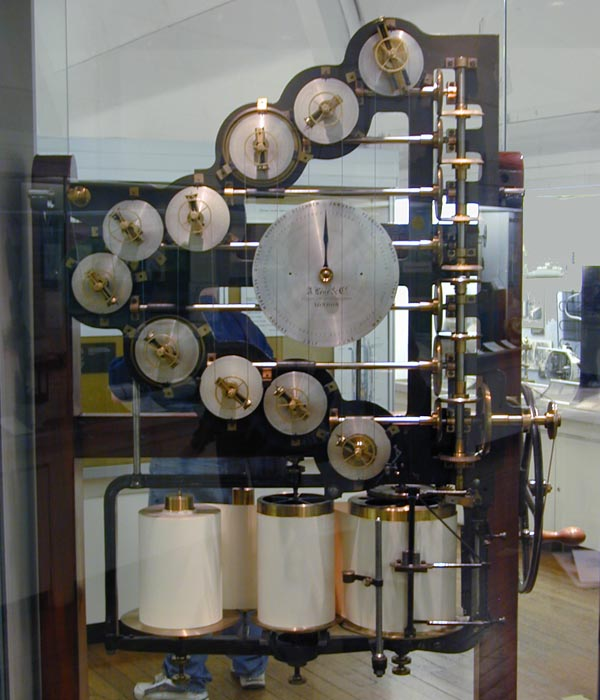
汤姆森的潮汐预测机

汤姆森是一位热心的帆船运动员；他对所有有关海的事情的兴趣或许是产生于他在阿伽门农号和大東方號上的经历。
汤姆森引入了一种深海探测方法，用钢琴丝代替普通的手线。这种线滑到底部是如此容易，以至于船舶全速度航行的“飞行测深”成为可能。汤姆森还添加了记录测深锤深度的压力计。
大约同一时间他复兴了萨姆纳的寻找海上船舶的方法，并计算得出的一组表，可以直接对照使用。他还研发了一种预测潮汐的机器。
在1880年代，汤姆森致力于完善可调节指南针，以便纠正由于船舶制造中大量使用铁而产生的磁偏差。汤姆森的设计是对原有仪器的一个很大的改进，更加稳定，更少受摩擦力影响，船舶自身磁场导致的偏差被罗经座中可移动调节的铁块所纠正抵消。汤姆森的创新涉及了很多在喬治·比德爾·艾里和其他人已经建立的理论原理之基础上的细节工作，但并没有贡献太多新颖的物理思考。汤姆森有力的游说和人脉关系，成功地使海军部接受了他的仪器。
撰写汤姆森传记的作者，如果对他的指南针的创新稍有了解，一般都会把这件事情当成一个遗憾的传奇，愚钝的海军领导层拒绝一个顶尖科学头脑的奇思妙想。另一方面，同情海军的作者则把汤姆森描绘成一个毫无疑问的具有天才和热情的人，有一些真正的海洋知识，但设法将一小撮罗盘设计的平庸的想法变成了有利于他自己的生产制造的商业垄断，在法庭上利用自己的声誉作为威胁，击溃别人的每一点哪怕小小的独创性声明，说服海军部和法律部门忽视自己的设计缺陷和竞争对手的优点。

而事实真相则是处于在两个极端之间。

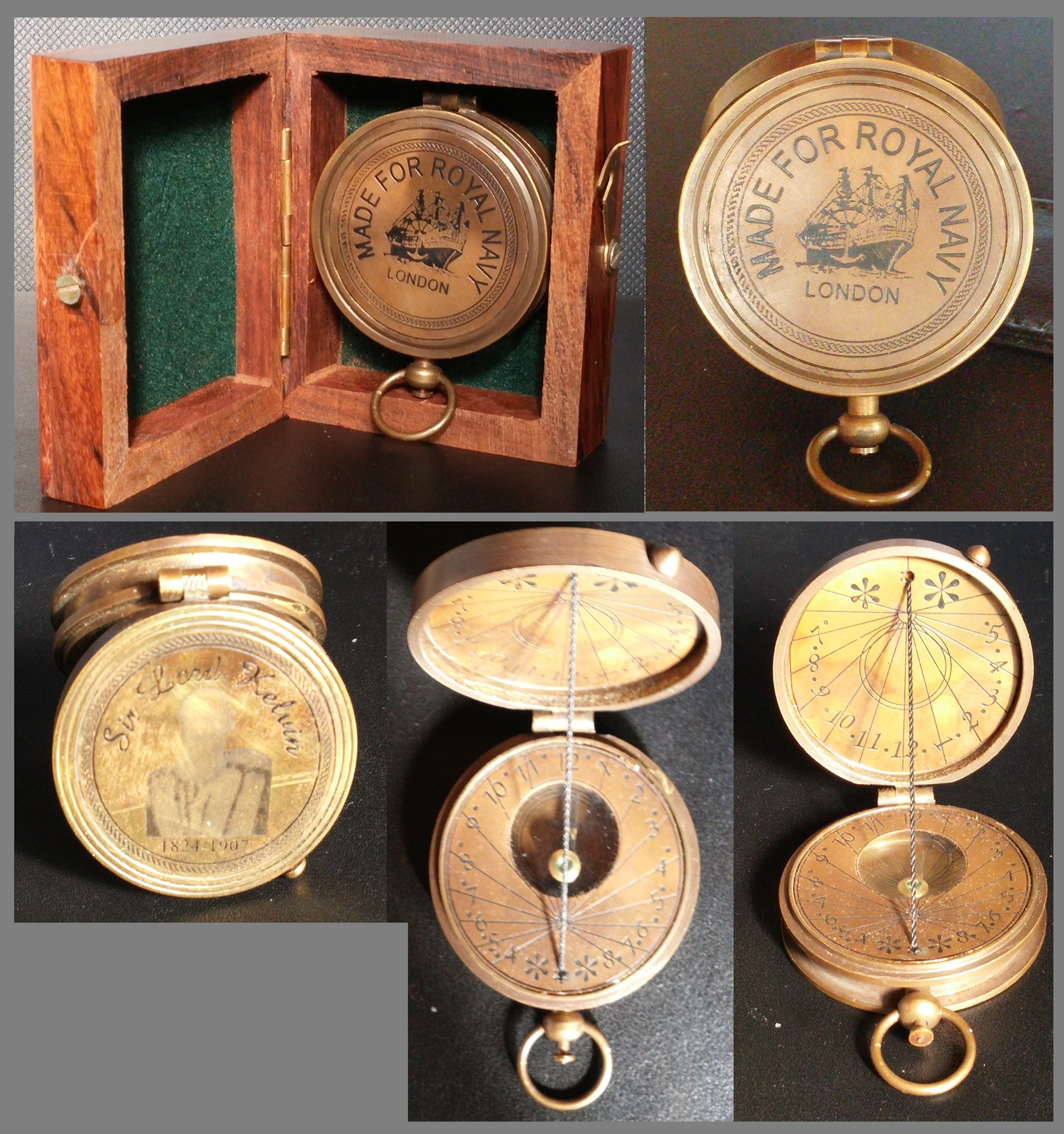
开尔文的指南针

查尔斯·巴贝奇是最早提出灯塔可以通过遮掩光而发送一个特定数字之信号的人之一，但是是汤姆森指出了莫尔斯电码在此用途中的优点，并强调信号应该包括用短的和长的闪光来表示（电码）点和线。

### 电气标准
汤姆森在引入用于测量电力的准确方法和装置方面，比他同时期的任何其他电学家做得都多。早在1845年他就指出，威廉·斯诺·哈里斯的实验结果是符合的库伦定律的。在1857年的《罗马科学院备忘录》中，他发表了介绍他的新的划分的环静电计，根据冯·波嫩贝格的旧的验电器，并且引入了一系列有效的仪器，包括象限静电计，覆盖整个静电计量之领域。他发明了电流天平，也被称为“开尔文天平”或“安培天平”（SiC），可以精确测量安培（电流的标准计量单位）。从1880年左右开始，电气工程师Magnus MacLean（FRSE）帮助他做电学实验。
1893年，汤姆森领导的一个国际委员会拟定了尼亚加拉瀑布发电站的设计。尽管他相信直流電輸電系統更为优异，他赞同Westinghouse的交流电系统，该系统已在那年的芝加哥世界博览会上展示。但就在尼亚加拉大瀑布工程之后，汤姆森仍然坚持相信直流电是更好的系统。
1906年6月26-27日，为了认可他对电气标准化的贡献，国际电工委员会在其初步会议（举行于伦敦）中选举汤姆森为其第一任主席。会议的报告记载道：“根据主席[亚历山大·西门子]的提议，Mailloux先生[美国电气工程师学会]的资持[原文]，正直的光荣开尔文勋爵（GCVO，OM）被一致推选为第一委员会主席。”

### 地球的年龄：地质学和神学

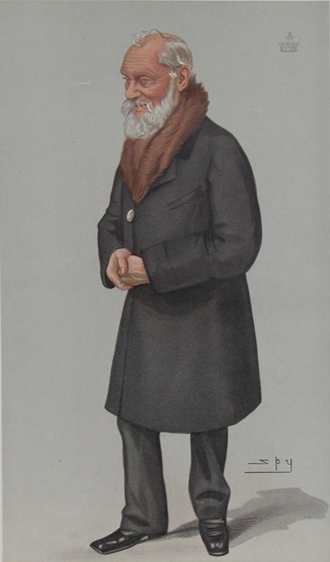
开尔文勋爵的讽刺漫画，莱斯利·马修·沃德为《Vanity Fair》杂志所绘，1897年

终其一生，汤姆森都是一个虔诚的基督教信徒；去教堂是他的日常生活的一部分。在他看来，他的基督教信仰是对他的科学研究的支持和解惑；从他在基督证据学会年度会议（1889年5月23日）上的讲话可以明显看出这一点。
这种相互作用的最明显的一个实例便是他对地球的年齡的估计。鉴于他的年轻的工作，对图的地球和他在热传导上的兴趣，这是毫不奇怪，他选择了调查地球的冷却，并从他的计算做出对地球年龄的历史推论。汤姆森是一个广义上的創造論者，但他不是一个（圣经）“大洪水地质学家”。他强调说，热力学定律从宇宙诞生起就在运作，并设想了一个动态的过程，其中太阳系和其他结构的形成和演变，随后则是一个逐渐的“热死亡”。他认为，地球曾经一度过于炽热，无法维持生命；这个观点与均變論（自从无限远的过去条件一直是恒定的）针锋相对。他争辩说：“这个地球，在数个百万年之前，必定是一个火红炽热的球……。”
查尔斯·达尔文的《物种起源》于1859年出版。在汤姆森看来，地球适合居住的年龄其实相对较短的证据，和达尔文的渐进、缓慢的自然选择导致了生物多樣性的解释是相左的。汤姆森的观点更接近于一种在神的指引下加速了的神导演化论。他的计算表明，太阳可能的存在时间不是很长，无法允许缓慢的一步一步发展的演化——除非发现了在他或任何其他维多利亚时代的人所了解的之外的能量来源。他很快就卷入公开的与地质学家以及达尔文的支持者约翰·廷德尔和托马斯·亨利·赫胥黎的意见分歧。作为对在赫胥黎在伦敦地质学学会的讲话（1868年）的响应，他做出了讲话“关于地质动力学”（1869年），与他的其他著作一道，质疑了地质学家所接受的地球必然有无限年龄的观念。
最初在1864年，汤姆森对地球的年龄的估计是2000万到4亿年。该估计的范围如此宽广，是因为他对岩石熔化温度（他将其等同于地球内部的温度）的不确定性，以及岩石的热导率和比热的不确定性。多年来，他逐渐完善他的论证，将上限降低了十倍；1897年，汤姆森（此时已成为开尔文勋爵）最终得出估计，地球年龄为2000万至4000万年。1895年发表在《科学美国人》增补上的一封信中，开尔文批评地质学家对岩石的年龄和地球的年龄的估计（譬如达尔文的），称之为“含糊的宽广的年龄”。
他对这一估计数的探讨可以在1897年他受学会会长乔治·斯托克斯之邀给维多利亚学会的讲话中看到；此讲话在学会的《会刊》上记载。尽管他的前任助理John Perry在1895年发表了一篇文章，挑战开尔文的地球内部低熱導率的假设，因此可得出更大的年龄，开尔文的理论还是没有受到直接影响。1903年发现的放射性衰变释放热量的现象，导致了开尔文的估测受到挑战；欧内斯特·卢瑟福在一个讲座（开尔文也在场）中做出了著名的论证，即这个（放射）现象恰好提供了开尔文所说的未知的能量来源；但直到1907年研发了对岩石的放射性定年法，开尔文的估测才被推翻。
后人普遍认为，放射性的发现就已经推翻了汤姆森对地球年龄的估计。但汤姆森本人从来没有公开承认这一点，因为他认为他有一个更强大的论证，限制的年龄太阳到不超过2000万年。没有阳光，就无法解释地球表面的沉积物（化石）记录。当时，唯一已知的太阳能输出来源是引力坍缩。只有当热核聚变在1930年代被发现时，汤姆森的地球年龄悖论才真正被解决。

## 晚年和逝世

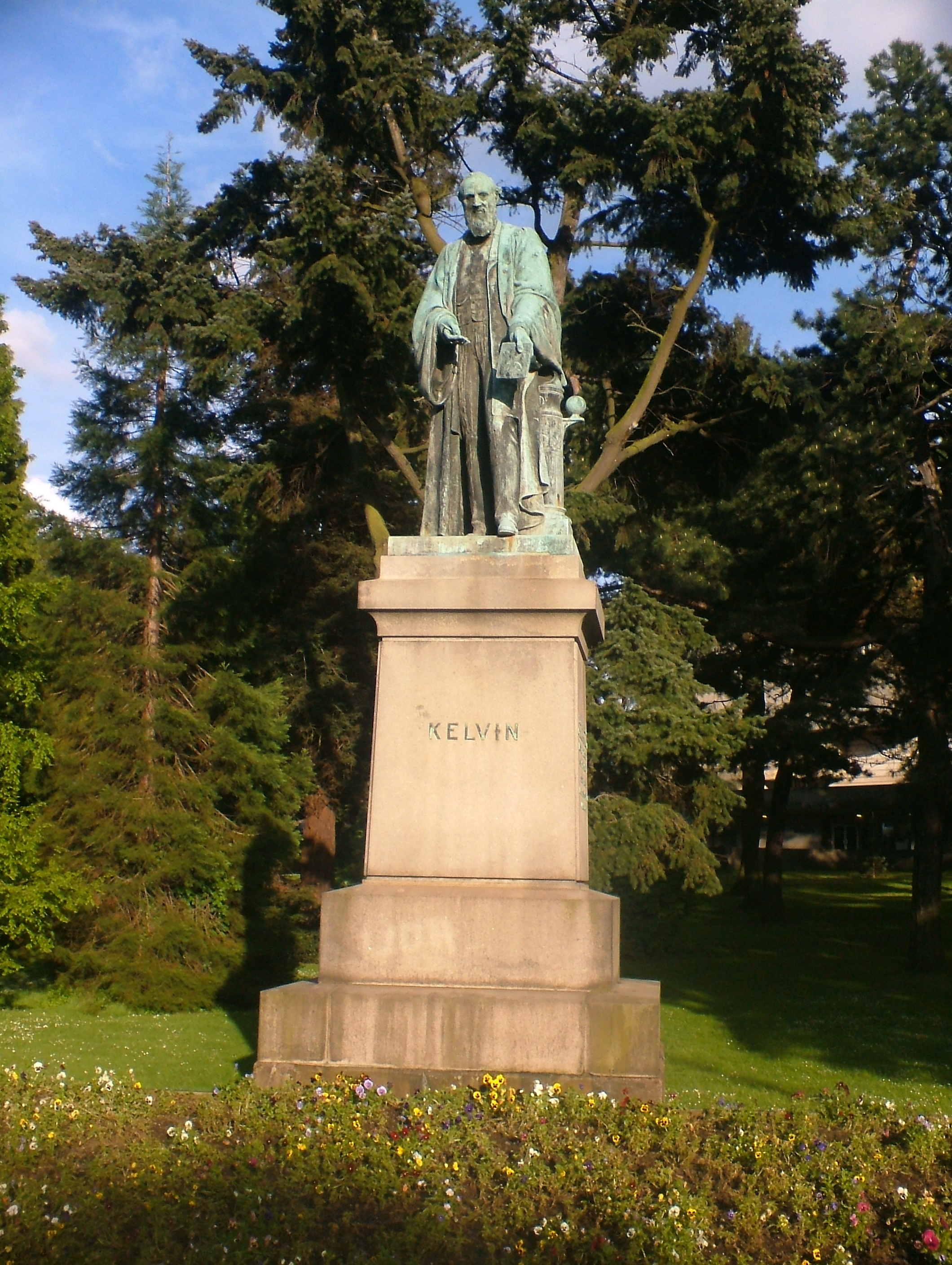
开尔文勋爵的雕像，贝尔法斯特植物园

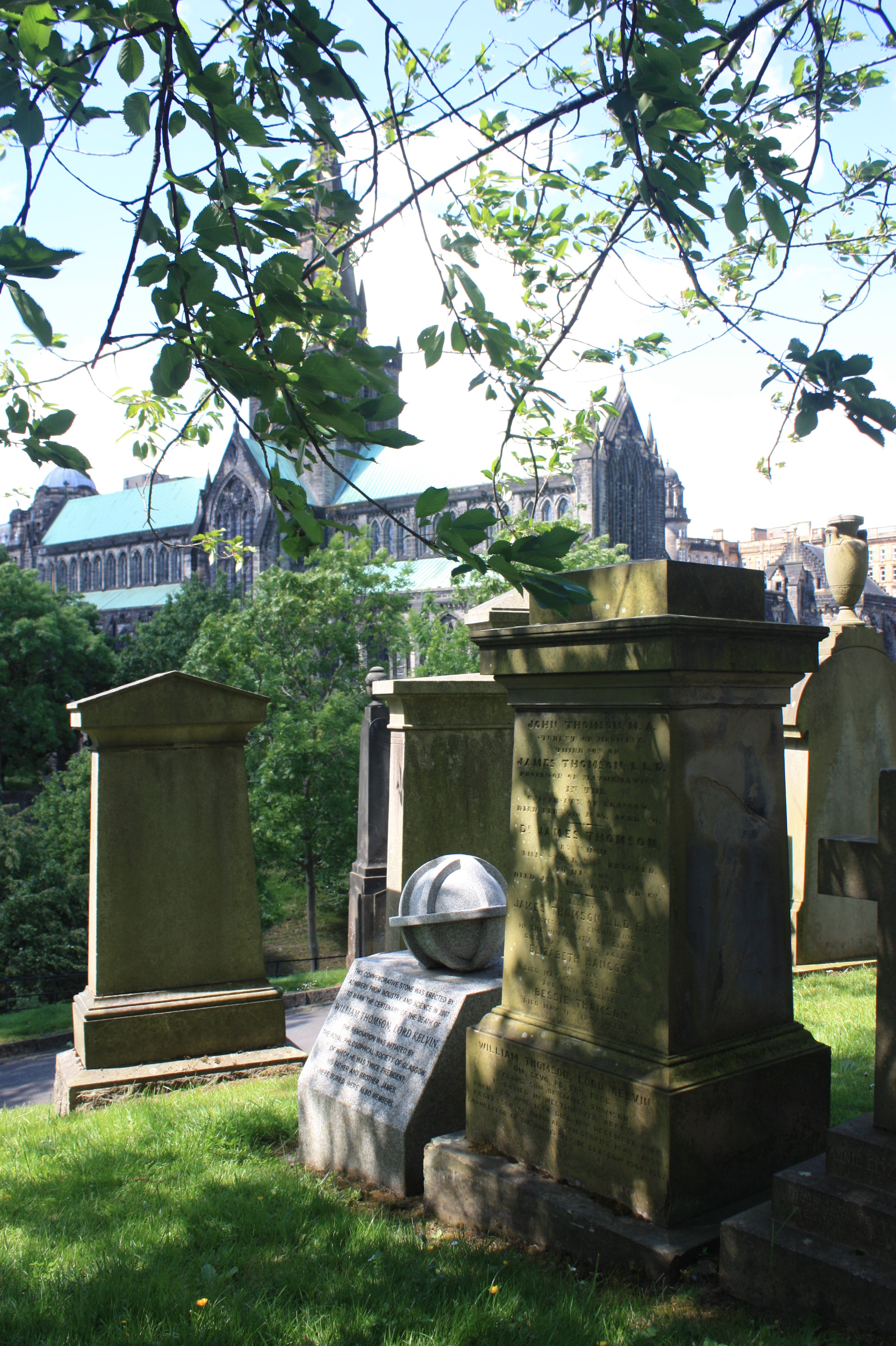
汤姆森家族的墓群，格拉斯哥大墓地

在1860-1861年的冬天，汤姆森在在冰上滑倒，他的腿骨折了，导致他自此一直都跛行。直到去世，他在大西洋两岸都保持着相当的声誉。
在公布于1902年6月26日（爱德华七世原定的加冕日）的1902年加冕礼的荣誉名单中，开尔文勋爵被任命为枢密院顾问和新的功绩勋章（OM）的第一批受勋者。他于1902年8月8日收到了国王颁发的勋章，并于1902年8月11日在白金汉宫宣誓就职为枢密院顾问。
在1907年11月，他得了一场感冒，随后他的健康状况恶化，直到他于12月17日在苏格兰的住所（拉格斯的Netherhall）去世。
多年来，开尔文勋爵是拉格斯的聖高隆教区教堂（蘇格蘭教會）的一个长老。1907年12月17日他在拉格斯辞世后，他的遗体就是被带到这个教堂。在殡葬仪式后，遗体被带到他心爱的格拉斯哥大學的布特厅，以缅怀他的贡献，然后，遗体被带到伦敦，安葬在威斯敏斯特教堂，艾萨克·牛顿爵士的最后安息之地附近。西尔瓦努斯·汤普森的开尔文传记没有提到他在聖高隆教堂是长老的事实，或殡葬仪式是在该教堂举行，而是“只要他在拉格斯，他都会参加那里的[苏格兰]自由教堂的主事，其妻子的姐/妹夫查尔斯·沃特森是牧师。”
威廉的墓碑位于格拉斯哥大墓地的汤姆森家族的区域。家族墓碑旁是一个现代的纪念碑，由格拉斯哥皇家哲学学会竖立。

## 身后影响和遗产

### 经典物理学的局限
1884年，汤姆森在约翰·霍普金斯大学做了一系列特别讲座，“光的分子动力学和波动理论”。开尔文指出，声波方程将声音描述为空气的压力波，因此他试图在電磁波方程式中寻找相似性，假定以太也容易受到振动的影响。研究小组包括迈克耳孙和莫雷，二人后来进行了迈克耳孙-莫雷实验，削弱了以太理论。汤姆没有提供课本，但亚瑟·斯塔福德·海瑟薇记了笔记，并做了油印。由于这个课题正在积极发展，汤姆森修订了课本，并于1904年将其排版和出版。汤姆森的提供力学模型的努力，最终在电磁学范畴还是失败了。
1900年4月27日，他给英国皇家研究院做了一个广为人知的演讲，题为《覆盖热量和光线的动力学理论的十九世纪的乌云》（Nineteenth-Century Clouds over the Dynamical Theory of Heat and Light）。他所说的“乌云”是指：物质如何穿过以太而运动（例如迈克耳孙-莫雷实验令人费解的结果）的难题；以及统计力学中的能量均分原理可能会被打破的担忧。而在二十世纪，针对这两个问题，产生了两个主要的物理理论：针对前者产生了相对论；针对后者产生了量子力学。阿尔伯特·爱因斯坦在1905年发表了所谓的"奇迹年论文"，其中一篇解释了光电效应（量子力学的前奏），另一篇则描述了狭义相对论。

### 后来被证明是错的论断
和许多科学家一样，汤姆森对未来技术的预测有不少错误。
他的传记作者西尔瓦努斯·汤普森写道，“在1895年年底伦琴宣布发现X-射线时，开尔文勋爵完全是持怀疑态度，并认为这是一个恶作剧。多篇文章都称赞伦琴射线的奇迹，而开尔文勋爵对此抱有强烈的怀疑态度，直到伦琴自己给他发了一份回忆录”。1896年1月17日，在读到论文和看到（X光）照片之后，他给伦琴写信说，“我都不用说当我阅读报纸我有多惊讶和高兴。我只能说，衷心祝贺你的伟大的发现。”1896年5月，他还给他自己的手做了X光检查。（参见N射线）
他对实用航空的预测（即重于空气的飞机）是否定的。1896年，他拒绝了加入航空学会的邀请，回复道：“对于热气球以外的航空，我还没有最小‘微粒’的信心，或期待我们听说的任何试验会有良好结果。”在1902年的一个报纸采访中，他预测道：“热气球和飞机将永远不会在实用层面上成功。”
自1980年代以来，有一段话广泛被误认为是开尔文所说：“物理学没有什么新的可以发现的事物了；所有剩下的只是更多和更精确的测量”；这段话要么没有引用，要么说是引自对英国科学促进会的讲话（1900年）中。没有任何证据表明开尔文说了这段话；这段话其实是根据阿尔伯特·迈克耳孙所说的话改编的，他在1894年中指出：“……似乎可以说，物理学宏大的基本原则已经牢固确立……一个着名的物理学家说，未来物理科学的真理应当从六位小数中寻找。”此前其他人，例如菲利普·冯·乔利，也有过类似的声称。将其归为开尔文，大概是与他1900年对英国皇家研究院的“两朵乌云”的讲话（见上文）弄混了；这反而指出了后来发生了科学革命的两个领域。
在1898年，开尔文预测道，这个星球上只剩下400多年的氧气供应，按照当时（人类）燃烧燃料的速率。在他的计算中，开尔文假设光合作用是唯一的氧气来源；他当时不知道氧循環的所有组成部分。他当时甚至不知道光合作用的所有来源：例如，占海洋光合作用超过一半的蓝细菌Prochlorococcus直到1986年才被发现。

### 以其名字命名的事物
诸多与汤姆森有关的物理现象和概念都以开尔文为名：
- 开尔文-沃伊特材料（英语：Kelvin-Voigt material）
- 开尔文滴水起电机
- 开尔文波
- 开尔文-亥姆霍兹不稳定性
- 开尔文-亥姆霍兹机制（克赫歷程）
- 开尔文-亥姆霍兹光度（参见克赫歷程）
- 国际单位制中温度的单位，开尔文
- 位势论中的开尔文变换（英语：Kelvin transform）
- 開爾文環流定理
- 开尔文电桥（也称汤姆森电桥）
- 开尔文-斯托克斯定理，斯托克斯定理在ℝ³ 上的特殊形式
- Kelvin–Varley divider
- 开尔文测量法（即四端点测量技术）
- 开尔文函数

### 荣誉
- 爱丁堡皇家学会会员，1847年
  - Keith Medal，1864年

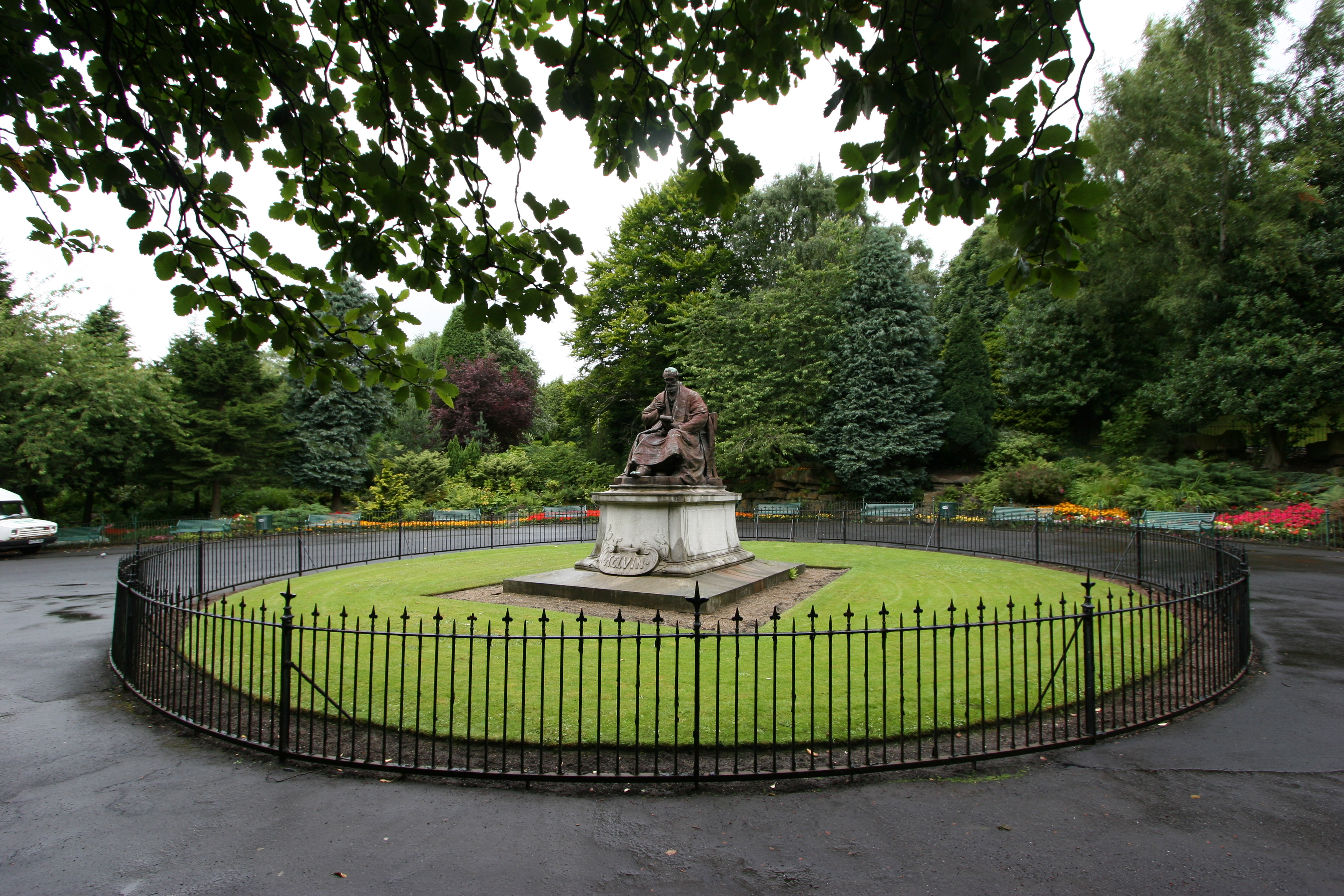
第一代开尔文男爵威廉·汤姆森的纪念雕像，位于格拉斯哥大学旁的開爾文格羅夫公園

  - Gunning Victoria Jubilee Prize，1887年
  - 会长，1873－1878年，1886－1890年，1895－1907年
- 瑞典皇家科学院外籍院士，1851年
- 皇家学会会员（FRS），1851年
  - 皇家獎章，1856年
  - 科普利獎章，1883年
  - 会长，1890－1895年
- 皇家教师学院（英语：College of Preceptors）荣誉会员，1858年
- 苏格兰工程师和造船者协会荣誉会员，1859年[81]
- 授勋为骑士，1866年[82]
- 帝国玫瑰勋章（巴西）司令官勋位，1873年
- 法國榮譽軍團勳章司令官勋位，1881年
  - 荣誉军团的大军官勋位，1889年
- 普鲁士功勳勳章骑士，1884年
- 利奥波德勋章（比利时）司令官勋位，1890年
- 艾尔郡拉格斯的开尔文男爵（Baron Kelvin），1892年[83]。该头衔得名于開爾文河，流淌于格拉斯哥大學。开尔文身后没有子嗣或近亲，因此该头衔也随着他的逝世而中断。
- 皇家維多利亞勳章，1896年[84]
- 荣誉法學博士（LL.D.）学位，耶鲁大学，1902年5月5日[85]
- 功績勳章第一批受勋者，1902年[86]
- 枢密院顾问，1902年8月11日[64]
- 约翰·弗里茨奖章的第一个外籍获得者，1905年
- 瑞寶章勳一等，1901年
- 他被安葬于西敏寺，在艾萨克·牛顿旁边
- 开尔文被印在克萊茲戴爾銀行1971年发行的£20钞票上；在2015年版克萊茲戴爾钞票中，他被印在£100钞票上。在这两张钞票上，都画着他手拿他的可调节罗盘，背景则是跨大西洋电缆的地图。[87]
- 亞利桑那州的开尔文镇以他的名字命名，因为他曾经对该镇的矿业进行过投资。
- 2011年，苏格兰工程名人堂（英语：Scottish Engineering Hall of Fame）成立；他是七名第一批入选者之一[88]。

### 紋章
|  | 備注开尔文勋爵的紋章包括： 飾章一只前臂向上伸立，着衣，衣袖蓝色，翻袖，袖口银色，手抓五束黑麦麦穗，原色。 盾紋银底，红色雄鹿头，无颈；上部底色为蓝，正中为闪电杖，翅膀金色，两边为银色星芒。 扶盾者盾右，一个格拉斯哥大学的学生，着学士服，右手拿着一个海事伏特计，全为原色。 盾左，一个水手，着水手服，右手拿着盘绕的绳索，绳索穿过左手，悬挂着测深机的沉锤，也全为原色。 銘言诚实无惧 |

### 开尔文本人的著作
- Thomson, W.; Tait, P.G. . Oxford. 1867. 2nd edition, 1883. (reissued by Cambridge University Press, 2009. ISBN 978-1-108-00537-1)
  - Treatise on Natural Philosophy (Part I) (Internet Archive)
  - Treatise on Natural Philosophy (Part II) (Internet Archive)
- ——; Tait, P.G. . 1872. (reissued by Cambridge University Press, 2010. ISBN 978-1-108-01448-9) 2nd edition, 1879.
- Thomson, W. . Sands & McDougall. 1881  [2018-01-21]. （原始内容存档于2017-03-25）.
- ——; Tait, P.G. . 1872. (reissued by Cambridge University Press, 2010. ISBN 978-1-108-01448-9) 2nd edition, 1879.
- ——. . Cambridge University Press. 1882–1911  [2018-01-21]. （原始内容存档于2018-01-22）. (6 volumes) 
  - Volume I. 1841-1853  (Internet Archive)
  - Volume II. 1853-1856  (Internet Archive)
  - Volume III. Elasticity, heat, electro-magnetism  (Internet Archive)
  - Volume IV. Hydrodynamics and general dynamics  （页面存档备份，存于） (Hathitrust)
  - Volume V. Thermodynamics, cosmical and geological physics, molecular and crystalline theory, electrodynamics  (Internet Archive)
  - Volume VI. Voltaic theory, radioactivity, electrions, navigation and tides, miscellaneous  (Internet Archive)
- ——. . 1904. (reissued by Cambridge University Press, 2010. ISBN 978-1-108-00767-2)
- ——. . Cambridge University Press. 1912. ASIN B0000EFOL8.
- Wilson, D.B. (ed.). . (2 vols), Cambridge University Press. 1990. ISBN 0-521-32831-4.
- Hörz, H. . Basilisken-Presse. 2000. ISBN 3-925347-56-9.

### 传记和评论
- Buchwald, J.Z. . Historical Studies in the Physical Sciences. 1977, 8: 101–136. doi:10.2307/27757369.
- Burchfield, J.D. . University of Chicago Press. 1990. ISBN 0-226-08043-9.
- Cardoso Dias, D.M. . Annals of Science. 1996, 53 (5): 511–520. doi:10.1080/00033799600200361.
- Chang, H. . Oxford University Press. 2004. ISBN 0-19-517127-6.
- Gooding, D. . British Journal of the History of Science. 1980, 13 (2): 91–120. doi:10.1017/S0007087400017726.
- Gossick, B.R. . Annals of Science. 1976, 33 (3): 275–287. doi:10.1080/00033797600200561.
- Gray, A. . London: J. M. Dent & Co. 1908.
- Green, G. & Lloyd, J.T. . Glasgow: University of Glasgow. 1970. ISBN 0-85261-016-5.
- Kargon, R.H. & Achinstein, P. (eds.). . Cambridge Massachusetts: MIT Press. 1987. ISBN 0-262-11117-9.
- King, A.G. . London: Hodder & Stoughton. 1925.
- King, E.T. . London: Macmillan. 1909.
- Knudsen, O. . Centaurus. 1972, 16: 41–53. Bibcode:1972Cent...16...41K. doi:10.1111/j.1600-0498.1972.tb00164.x.
- Lekner, J.  (PDF). New Zealand Science Review. 2012  [2018-01-21]. （原始内容存档 (PDF)于2018-01-22）.
- Lindley, D. . Joseph Henry Press. 2004. ISBN 0-309-09073-3.
- McCartney, M. & Whitaker, A. (eds). . Institute of Physics Publishing. 2002. ISBN 0-7503-0866-4.
- May, W.E. . Journal of Navigation. 1979, 32: 122–134. doi:10.1017/S037346330003318X.
- Munro, J. . London: Religious Tract Society. 1891.
- Murray, D. . Glasgow: Maclehose & Jackson. 1924.
- Russell, A. . London: T.C. & E.C.Jack. 1912  [2014-03-25].
- Sharlin, H.I. . Pennsylvania State University Press. 1979. ISBN 0-271-00203-4.
- Smith, C. & Wise, M.N. . Cambridge University Press. 1989  [2014-03-25]. ISBN 0-521-26173-2. （原始内容存档于2016-05-13）.
- Thompson, S.P. . London: Macmillan. 1910. In two volumes Volume 1 Volume 2
- Tunbridge, P. . Peter Peregrinus: London. 1992. ISBN 0-86341-237-8.
- Wilson, D. . Glasgow: John Smith & Son. 1910.
- Wilson, D.B. . Bristol: Hilger. 1987. ISBN 0-85274-526-5.

### 传记介绍
- Kelvin Society of Glasgow
- Lord Kelvin Online
- Lord Kelvin Exhibit: Image and Reality
- Lord Kelvin's Patents
- 开尔文勋爵：铺设大西洋海底电缆的英雄 （页面存档备份，存于）
- Horses on Mars, from Lord Kelvin
- William Thomson: king of Victorian physics （页面存档备份，存于）

### 原著
- Heroes of the Telegraph （页面存档备份，存于）
- Measuring the Absolute: William Thomson and Temperature （页面存档备份，存于）
- Mathematical and physical papers. Volume I
- Mathematical and physical papers. Volume II
- Mathematical and physical papers. Volume III
- Mathematical and physical papers. Volume V
- Reprint of papers on electrostatics and magnetism
- Elements of natural philosophy : Part I
- Treatise on natural philosophy (Volume 1)
- Treatise on natural philosophy (Volume 2)
- The molecular tactics of a crystal
- Baltimore lectures on molecular dynamics and the wave theory of light